# Gao Qunshu
Gao Qunshu (xinès simplificat: 高群书) (Hubei 1966 -) actor, productor i director de cinema i televisió xinès.

## Biografia
Gao Qunshu va néixer el 7 de març de 1966 a la província de Hebei a la Xina. Graduat pel Departament de Periodisme de la Universitat de Hebei.
En una primera etapa professional va treballar en un canal de televisió de Shijiazhuang. Va obtenir molta popularitat a la televisió com realitzador de sèries policiaques com "Thirteen Cases of Murder" (2000) ó "Conquest" (2003)
El 2006, va iniciar la seva trajectòria com a director de cinema dirigint el documental històric "Tòquio Trial", protagonitzat per Liu Songren, Zeng Jiang i Yingda, que explica la història del judici fet a Tòquio, l'any 1946, als criminals de guerra japonesos, pel Tribunal Militar Internacional per a l'Extrem Orient.

## Filmografia i premis

### Com a actor
| Any  | Títol anglès               | Títol xinès | Director     |
| ---- | -------------------------- | ----------- | ------------ |
| 2008 | Lost and Found             |             | Ma Liwen     |
| 2009 | Judge                      |             | Liu Xie      |
| 2011 | Sleepless Fashion          |             | Yin Lichuan  |
| 2012 | An Incurate Memoir         |             | Yang Shupeng |
| 2012 | Beijing Flickers           |             | Kong Erguo   |
| 2013 | Longmen Express            | 龙门镖局    | Wang Yong    |
| 2013 | Better and Better          |             | Zhang Yibai  |
| 2013 | A Chilling Cosplay         |             | Wang Guangli |
| 2014 | Fleet of Time              | 匆匆那年    | Zhang Yibai  |
| 2016 | The New Year's Eve Old Lee |             | Gao Qunshu   |

### Com a director
| Any  | Títol anglès                           | Títol xinès      | Notes i Premis |
| ---- | -------------------------------------- | ---------------- | --- |
| 2003 | Metamorphosis                          | 蜕变             | |
| 2003 | Hit the black storm                    | 打黑风 暴        | |
| 2006 | The Tokyo Trial                        | 东京审判         | Premi Especial del Jurat del 8è Festival de Cinema de Changchun Premi al millor director del Huabiao Film Awards |
| 2007 | Secrecy bureau gunshots                | 保密局的 声      | |
| 2008 | Old Fish                               | 千钧。一发       | |
| 2009 | The Message                            | 风声             | Premi al millor director, Shanghái Film Critics Awards, Co-dirigida amb Chen Kuo-fu i protagonitzada per Zhou Xun, Li Bingbing.                                                                                         |
| 2010 | Wind Blast                             | 西风烈           | |
| 2012 | Beijing Blues (Detective Hunter Zhang) | 神探亨特张       | Premi al millor guió del China International Film Festival London. Premi al millor director en el Festival de Cinema de Xangai, i el premi a la millor fotografía i millor muntatge dels Premis de Cinema Golden Horse. |
| 2013 | Crimes of Passion                      | 一場風花雪月的事 | |
| 2016 | Tne New Year's Eve of Old Lee          | 过年好           | |
| 2016 | Run For Love                           | 奔愛             | Protagonitzada entre altres per Zhang Ziyi i Zhou Dongyu. |
| 2020 | Three Old Boys                         | 三叉戟           | |
| 2020 | Stone Blossom                          | 石头开花         | Co-dirigida amb Li Shaohong |
| 2021 | Longmen Xiang                          | 龙门相           | |